# アイアン・イーグル
『アイアン・イーグル』（Iron Eagle）は、1986年公開のアメリカ映画。

## 概要
「捕虜となった戦闘機パイロットの父を救うべく、その息子が退役パイロットの手助けを得て乗り込んでいく」という航空アクション作品。シリーズが本作を含め合計4作制作された。
なお本作に登場する戦闘機は「イーグル」の愛称を持つF-15ではなく、F-16（愛称：ファイティングファルコン）である。このF-16はアメリカ空軍が撮影協力を拒否したことから、イスラエル空軍所属のものを使用している。

## ストーリー
アメリカ空軍大佐のテッド・マスターズは、F-16戦闘機のパイロットを務めていたが、中東地域の偵察飛行中に撃墜されて捕虜となり、軍事裁判で死刑が言い渡されてしまう。だが、空軍は彼の救出のために出撃することを渋る。
彼の息子で、いつか父と共に空を飛ぶ夢を持つ飛行機オタクの高校生・ダグは「自分の手で父を救い出したい」と決意する。そこへ現れたのはテッドの親友であるベテランパイロットで、今は現場を退いていた「チャッピー」ことチャールズ・シンクレアであった。ダグの依頼を最初は渋るチャッピーだったが、ダグは同級生たちと組んでいた同好会「イーグル・フライング・クラブ」のメンバーを総動員し、飛行データや敵の防衛機密を基地から盗み出してみせた。そんな彼の熱意に負け、チャッピーはセスナ機によるマン・ツー・マンの特訓を施す。
そして父の処刑予定日、2人は空軍基地からF-16を2機無断拝借し、中東へ飛ぶ。途中でチャッピーが撃墜され落ち込むダグだったが、チャッピーが事前にカセットテープに録音していたメッセージを聞いて奮い立ち、1人で敵基地に向かって父を救出し離陸、追手の戦闘機も撃墜し、無事に親子で帰還することに成功した。
帰還後、ダグは査問会に呼び出されるが、誰も父を助けようとしなかったことを非難する。そこに死んだと思われていたチャッピーが現れ、2人は再会を喜び合う。空軍はダグの勇気を汲み、今回の件を誰にも他言しないことで2人の罪を不問とするという結論を出した。するとチャッピーが「ダグは口が軽いから、士官学校に放り込んで見張っていたほうが良いでしょう」と、ダグの士官学校入学を推薦する。こうして、ダグは本当のパイロットになるために進み出すのだった。

## キャスト
| 役名                                 | 俳優                         | 日本語吹替                                               |
| 役名                                 | 俳優                         | TBS版                                                    |
| ------------------------------------ | ---------------------------- | -------------------------------------------------------- |
| チャールズ・”チャッピー”・シンクレア | ルイス・ゴセット・ジュニア   | 内海賢二                                                 |
| ダグ・マスターズ                     | ジェイソン・ゲドリック       | 関俊彦                                                   |
| テッド・マスターズ                   | ティム・トマーソン           | 麦人                                                     |
| エリザベス・マスターズ               | キャロライン・ラガーフェルト | 浅井淑子                                                 |
| アキール・ナイケシュ大佐             | デヴィッド・スーシェ         | 筈見純                                                   |
| ジョエニー                           | ショウニー・スミス           | 永堀美穂                                                 |
| マット・マスターズ                   | ボビー・ジャコビー           | 羽村京子                                                 |
| レジー                               | ラリー・B・スコット          | 鈴木勝美                                                 |
| トニー                               | ジェリー・レヴィン           | 桜井敏治                                                 |
| マイロ                               | ロビー・リスト               | 松野太紀                                                 |
| ノッチャー                           | マイケル・ボーウェン         | 古田信幸                                                 |
| ケイティ                             | メローラ・ハーディン         | 伊藤美紀                                                 |
| エミー                               | キャシー・ワグナー           | 水谷優子                                                 |
| エドワーズ将軍                       | ランス・ルゴー               | 丸山詠二                                                 |
| 役不明又はその他                     |                              | 西村知道 小形満 森利也 西川幾雄 秋元羊介 嶋俊介 水鳥鐵夫 |
|                                      |                              |                                                          |
| 翻訳                                 |                              | 宇津木道子                                               |
| 演出                                 |                              | 小山悟                                                   |
| 調整                                 |                              | 栗林秀年                                                 |
| 効果                                 |                              | リレーション                                             |
| 制作                                 |                              | 東北新社                                                 |
| 初回放送                             |                              | 1989年11月7日 『水曜ロードショー』                       |

## シリーズ
メタル・ブルー（英語タイトル：Iron Eagle II）
第2作。1988年公開。チャッピーがソ連空軍パイロットと共同作戦を取り、中東某国のミサイル要塞の破壊作戦に挑む。
エイセス / 大空の誓い（英語タイトル：Aces Iron Eagle III）
第3作。1992年公開。詳細は同項目の記事を参照の事。
アイアン・イーグル4（英語タイトル：Iron Eagle on the Attack）
第4作。1995年制作のビデオスルー作品。パイロット養成所の教官となったチャッピーが、退役して農薬散布をしているダグや、少年院から委託された教え子たちの協力を得て、キューバを細菌兵器で攻撃しようとする極右勢力の陰謀に挑む。